# Nordunet
NORDUnet är ett samnordiskt datornätverk för samverkan mellan de nationella forsknings- och universitetsnätverken:
- Forskningsnettet i Danmark
- FUNET i Finland
- RHnet på Island
- UNINETT i Norge
- SUNET i Sverige

NORDUnet knyter samman dessa nätverk med varandra samtidigt som man erbjuder koppling till andra Internet-baserade datornät i omvärlden. För kommunikation söderut används i huvudsak det europeiska forskningsnätet GEANT. 
År 1985 valde Nordiska ministerrådet att satsa på Nordunet och detta kom att utgöra ett exempel på ett fungerande och framgångsrikt nordiskt samarbete. Satsningen innebar att forskare då kunde skicka datorpost till kollegor över hela världen, och både sända och ta emot filer. Nätkapaciteten var vid den tiden 64 kbit/s. År 1989 invigde Nordunet det som kom att bli den första delen av ett öppet internet utanför USA. Genom samarbete med motsvarande forskningsnät i USA kunde NORDUnet tidigt få till stånd bra förbindelser över Atlanten, vid något tillfälle under de gångna åren sades NORDUnet förfoga över mer än hälften av den totala datornätskapaciteten över Atlanten. Tack vare satsningen skedde en snabb utveckling av internet i Norden. 1991 fick Swipnet, som var Sveriges första kommersiella internetoperatör, utlandsförbindelse via Nordunet.
I NORDUnet pågår en löpande utbyggnad av nätkapaciteten. Under 2006 hade man en kapacitet på minst 10 Gbit/s mellan Helsingfors, Stockholm, Oslo och Köpenhamn, samt 310 Mbit/s till Reykjavik. Utåt mot omvärlden var kapaciteten 10 Gbit/s till GEANT och 20 Gbit/s till det kommersiella Internet. NORDUnets IP-nätverk stödjer fullt ut såväl nätprotokoll IPv4 som IPv6.
För drift av nätverket finns sedan 1994 ett danskt aktiebolag, Nordunet a/s, som har huvudkontor i Kastrup vid Köpenhamn. Men praktiskt utförs också mycket arbete av de nationella universitetsnäten. Från 2007 ansvarar Nordunet även för drift av det svenska universitetsnätet SUNET från en ny driftcentral i Stockholm.
Peter Villemoes var, som direktör för Nordunet, pådrivande för verksamheten under många år, från starten och fram till 1 september 2005. Nuvarande VD i bolaget är René Buch.
Nordunet och de nationella forskningsnätverken har ansetts vara så viktigt för internets utveckling att en av initiativtagarna, norrmannen Rolf Nordhagen, 2014 röstades in i Internet Hall of Fame.